# Antrodiaetus
Genre
Synonymes
- Acattyma L. Koch, 1878
- Brachybothrium Simon, 1885
- Nidivalvata Atkinson, 1886

Antrodiaetus est un genre d'araignées mygalomorphes de la famille des Antrodiaetidae.

## Distribution
Les espèces de ce genre se rencontrent aux États-Unis, au Canada et au Japon,.

## Liste des espèces
Selon World Spider Catalog (version 25.0, 23/01/2024) :
- Antrodiaetus apachecus Coyle, 1971
- Antrodiaetus ashlandensis Cokendolpher, Peck & Niwa, 2005
- Antrodiaetus cerberus Coyle, 1971
- Antrodiaetus coylei Cokendolpher, Peck & Niwa, 2005
- Antrodiaetus effeminatus Cokendolpher, Peck & Niwa, 2005
- Antrodiaetus hageni (Chamberlin, 1917)
- Antrodiaetus lincolnianus (Worley, 1928)
- Antrodiaetus metapacificus Cokendolpher, Peck & Niwa, 2005
- Antrodiaetus microunicolor Hendrixson & Bond, 2005
- Antrodiaetus montanus (Chamberlin & Ivie, 1935)
- Antrodiaetus occultus Coyle, 1971
- Antrodiaetus pacificus (Simon, 1885)
- Antrodiaetus pugnax (Chamberlin, 1917)
- Antrodiaetus robustus (Simon, 1891)
- Antrodiaetus roretzi (L. Koch, 1878)
- Antrodiaetus stygius Coyle, 1971
- Antrodiaetus unicolor (Hentz, 1842)
- Antrodiaetus yesoensis (Uyemura, 1942)

## Systématique et taxinomie
Ce genre a été décrit par Ausserer en 1871 dans les Theraphosidae. Il est placé dans les Antrodiaetidae par Hedin, Derkarabetian, Alfaro, Ramírez et Bond en 2019.
Acattyma a été placé en synonymie par Yaginuma en 1960
Brachybothrium et Nidivalvata ont été placés en synonymie par Coyle en 1971

## Publication originale
- Ausserer, 1871 : « Beiträge zur Kenntniss der Arachniden-Familie der Territelariae Thorell (Mygalidae Autor). » Verhandllungen der Kaiserlich-Kongiglichen Zoologish-Botanischen Gesellschaft in Wien, vol. 21, p. 117-224 (texte intégral) (de).